# Poder nas relações internacionais

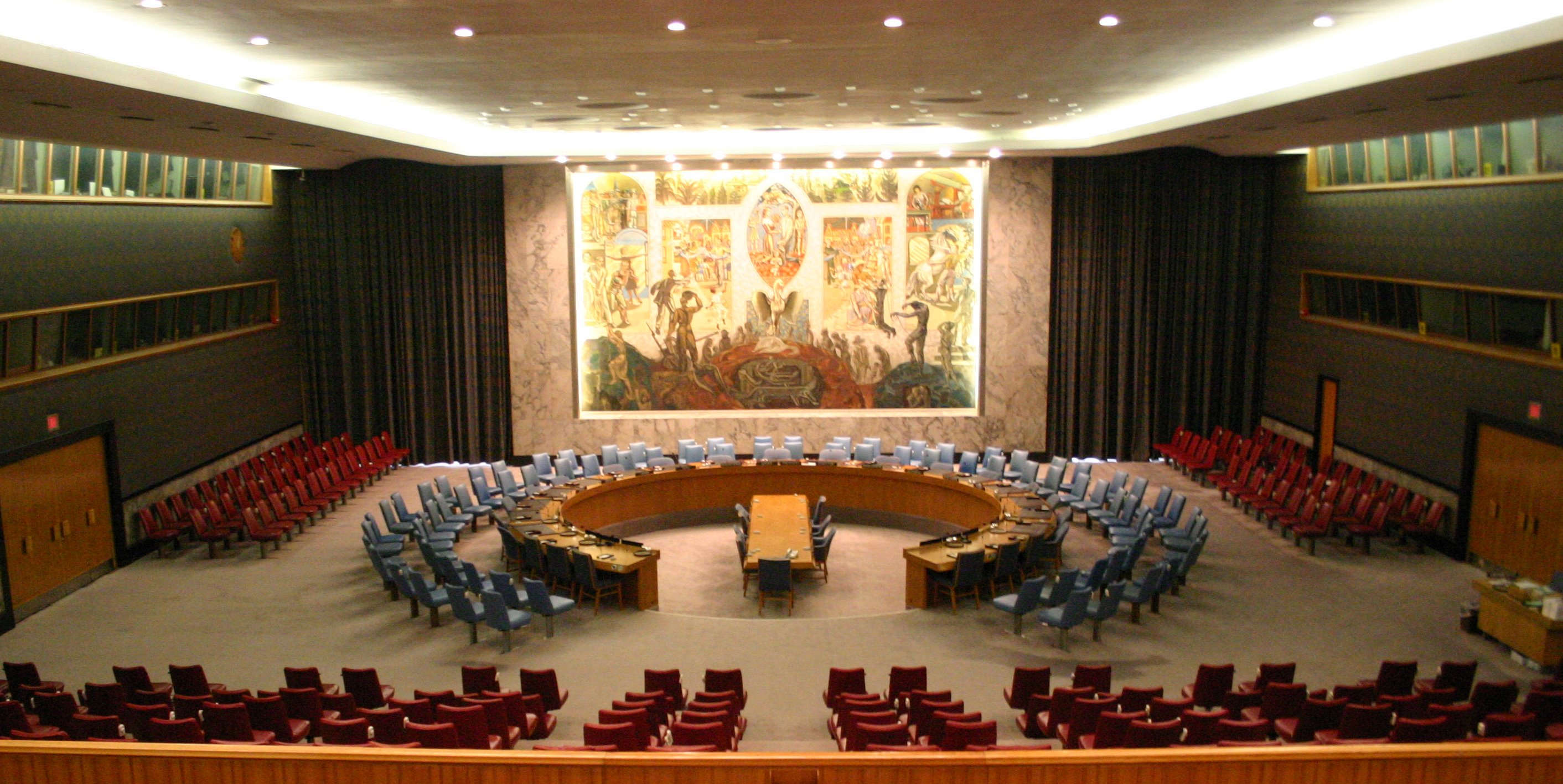
O Conselho de Segurança das Nações Unidas em Nova Iorque.

O Poder nas relações internacionais é definido de várias maneiras diferentes. Cientistas políticos, historiadores e os profissionais de relações internacionais (diplomatas), têm utilizado os seguintes conceitos de poder político:
- Poder como uma meta dos Estados ou líderes;
- Poder como uma medida de influência ou controle sobre resultados, eventos, questões e atores;
- Poder como se refletisse uma vitória em algum conflito e a obtenção de segurança; e,
- Poder como controle sobre recursos e capacidades.

O discurso moderno atual em geral, fala em termos de poder do Estado, indicando o poder econômico e militar. Os Estados possuem quantidades significativas de poder nas relações internacionais, e são referidos como: Média potência, Potência regional, Grande potência, Superpotência ou Hiperpotência / Hegemonia, embora não haja um padrão habitualmente reconhecido para definir um Estado poderoso.
Entidades que não são Estados também podem adquirir e exercer o poder nas relações internacionais. Essas entidades podem incluir organizações internacionais multilaterais, organização de aliança militar (a OTAN, por exemplo), multinacionais, organizações não governamentais ou outras instituições, como a Igreja Católica, Wal-Mart ou a Liga Hanseática.

## Poder como um objetivo
O uso primário do "poder" como um objetivo nas relações internacionais pertence a teóricos políticos, como Nicolau Maquiavel e Hans Morgenthau. Especialmente entre os pensadores realistas, o poder é um objetivo inerente da humanidade e dos Estados. O crescimento econômico, militar e cultural podem ser considerados como os objetivos finais do poder internacional.

## Poder como influência

A OTAN é responsável por mais de 70% dos gastos militares globais, com os Estados Unidos sozinhos respondendo por 43% da despesa militar global.

Os cientistas políticos principalmente usam o termo "poder" como a capacidade de um ator para exercer influência sobre os outros atores dentro do sistema internacional. Esta influência pode ser coerciva, atrativa, cooperativa ou competitiva. Os mecanismos de influência podem incluir a ameaça ou o uso da força, a interação econômica ou pressão, diplomacia e intercâmbio cultural.

### Esferas, blocos e alianças
Sob certas circunstâncias, os Estados podem organizar uma esfera de influência ou de um bloco no qual exercem influência predominantemente. Exemplos históricos incluem as esferas de influência reconhecida pelo Concerto da Europa, ou o reconhecimento de esferas durante a Guerra Fria, após a Conferência de Yalta. O Pacto de Varsóvia, o "mundo livre" e o Movimento Não Alinhado foram os blocos que surgiram fora da competição da Guerra Fria. As alianças militares como a OTAN e o Pacto de Varsóvia são fóruns através do qual a influência é exercida. No entanto, a teoria "realista" muitas vezes fica longe da criação de blocos poderosos / esferas que podem criar uma hegemonia na região. A política externa da Grã-Bretanha, por exemplo, possui sempre dois lados contra forças hegemônicas no continente, ou seja, a Alemanha Nazista, a França Napoleônica ou a Áustria Habsburga.

## Poder como segurança
O poder também é usado para descrever os Estados ou atores que alcançaram vitórias militares ou de segurança para seu Estado no sistema internacional. Este uso em geral é mais comumente encontrado entre os escritos de historiadores ou escritores populares. Por exemplo, um Estado que têm conseguido várias vitórias de combate em uma campanha militar contra os outros Estados pode ser descrito como poderoso. Um ator que conseguiu proteger sua segurança, soberania ou interesses estratégicos pode ser descrito também como um Estado poderoso.

## O hard power contra o soft power
Alguns cientistas políticos distinguem entre os dois tipos de poder: Hard e Soft. O primeiro é coercitivo e o segundo é de atração.
O hard power se refere a táticas coercitivas: a ameaça de uso das forças armadas, pressão econômica ou sanções, assassinato e subterfúgios, ou outras formas de intimidação. O hard power é geralmente associado às nações mais fortes, que podem mudar os assuntos internos de outras nações através de ameaças militares. Realistas e neo-realistas, como John Mearsheimer, são defensores do uso de tal poder para o equilíbrio do sistema internacional.
Joseph Nye é o principal defensor e teórico do soft power. Os instrumentos do soft power podem incluir debates sobre valores culturais, diálogos sobre a ideologia, a tentativa de influência por meio de um bom exemplo e o apelo normalmente reconhecido sobre os valores humanos. Meios de exercer o soft power podem incluir a divulgação da diplomacia, da informação, análise, propaganda, e programação cultural para alcançar fins políticos.

## Categorias de poder
Na paisagem moderna geopolítica, um número de termos são usados para descrever vários tipos de poderes, que incluem o seguinte:
- Superpotência: Em 1944, Fox definiu uma superpotência como "um grande poder, e com uma grande mobilidade de poder" e identificou três Estados, o Império Britânico, os Estados Unidos e a União Soviética.[4] Os Estados Unidos é atualmente considerado uma superpotência junto com a República Popular da China, o Brasil, a Índia e a União Europeia sendo superpotências emergentes.
- Grande potência: Históricamente o termo grande potência se refere a quaisquer nações que possuem influência política, cultural e econômico forte sobre as nações em sua volta e de todo mundo. A China, França, Alemanha[5][6][7][8][9] Japão, Índia, Rússia, Reino Unido e Brasil (a partir da segunda década do século XXI),[10][11][12][13][14] são muitas vezes considerados como grandes potências.
- Potência regional: Usado para descrever um país que exerce influência e poder dentro de sua região. Ser uma potência regional não é mutuamente exclusiva com qualquer das outras categorias de poder. Muitos países são descritos como potências regionais, entre os quais Índia, África do Sul, Israel, Coreia do Sul, Brasil e Indonésia.
- Média potência: A descrição subjuntiva de segunda linha dos Estados influentes que não poderiam ser descritos como grandes potências.

## A Idade Moderna e as potências europeias
A partir do século XV ao início do século XVIII, as cinco principais potências na Europa foram a Inglaterra, França, Portugal, Espanha e o Império Otomano. Durante os séculos XVII e XVIII a Monarquia de Habsburgo foi adicionada ao grupo, enquanto Portugal, Espanha e os otomanos foram perdendo progressivamente sua influência e poder. Em 1707, a Grã-Bretanha (criada pela unificação dos reinos da Inglaterra e Escócia), substituiu a Inglaterra, e tornou-se progressivamente mais poderoso durante o século XVIII, envolvendo-se com outras potências europeias como a França pelo controle de territórios fora da Europa, tais como a América do Norte e Índia. Na segunda metade do século XVIII, a Rússia e a Prússia ganharam status importantes.
Durante a Idade Moderna da Europa um grupo de outros Estados, incluindo a Suécia, Países Baixos, o Reino das Duas Sicílias, os Estados Papais, Reino da Dinamarca e Noruega, a República das Duas Nações e Baviera foram reconhecidos como tendo impacto importante no equilíbrio europeu de poder.
Do final do século XVIII e durante todo o XIX, houve uma convenção informal reconhecendo as Cinco Grandes Potências na Europa:
 França, Grã-Bretanha, Rússia, Áustria (mais tarde, Áustria-Hungria) e o Reino da Prússia (mais tarde, Império Alemão). No final do século XIX, o Reino de Itália foi adicionado a esse grupo. Eventualmente, duas potências não-europeias, Japão e Estados Unidos foram capazes de ganhar o status de grande potência desde o início do século XX.